# Arvicanthis blicki
Il ratto dei prati di Blick (Arvicanthis blicki  Frick, 1914) è un roditore della famiglia dei Muridi endemico dell'Etiopia.

## Descrizione
Roditore di medie dimensioni, con la lunghezza della testa e del corpo tra 126 e 175 mm, la lunghezza della coda tra 90 e 112 mm, la lunghezza del piede tra 18 e 37 mm, la lunghezza delle orecchie tra 15,5 e 22 mm.

Le parti superiori sono fulvo-olivastre, giallo-brunastre sui fianchi. Le parti ventrali sono marroni con dei riflessi grigiastri. Le orecchie sono coperte di peli giallo-brunastri. Una macchia biancastra è presente alla base di ognuna di esse. Le zampe sono grigie e ricoperte di piccoli peli giallastri. La coda è più corta della testa e del corpo, ricoperta densamente di peli, bruno-nerastra sopra, giallo-brunastra sotto. Il cariotipo è 2n=48 FN=64-68.

## Biologia

### Comportamento
È una specie terricola.

## Distribuzione e habitat
Questa specie è endemica degli altopiani etiopi ad est della Rift Valley.
Vive nelle distese erbose alpine tra i 2.500 e 4.050 metri di altitudine. Si trova anche negli insediamenti umani.

## Conservazione
La IUCN Red List, considerato l'areale limitato e probabilmente frammentato e le minacce, classifica A. blicki come specie prossima alla minaccia (NT).